# KRISS-1
크리스-1(KRISS-1 Atomic Beam Frequency Standard)은 한국표준과학연구원에서 독자적으로 개발한 세슘 원자 시계이다.

## 개발 역사
- 한국표준과학연구원에서 1988년부터 2008년까지 20년간에 걸쳐 개발하였으며[1], 2009년 협정세계시(UTC: Coordinated Universal Time) 생성을 담당하는 국제도량형국(BIPM)에 정식으로 등록되어 협정세계시 생성에 참여하였다.
- 대한민국 최초, 세계 6번째로 개발한 세슘원자시계이다
- 세슘원자시계 KRISS-1은 실제 세슘원자 주파수를 측정하는 물리부(핵심), 레이저 및 마이크로파 생성부, 전체 운영을 통제하는 통제부 등으로 구성되는데, 현재는 물리부만 보존되어 한국표준과학연구원 내 세종홀에 전시 중이다

## 정확성
보다 효율적인 주파수 측정을 위해, 기존의 영구자석 방식이 아닌, 고정밀 레이저를 이용하여 내부상태를 정렬하는 광펌핑 방식(optical pumping)을 사용하여, 정밀도를 10배 향상 시킴.  시계의 정확도는 300만년에 1초 틀리는 정도이며, 하루에 약 1 나노초의 오차에 해당한다.

## 활용분야
고도의 정확성이 요구되는 ▲인터넷 금융 ▲전자상거래 및 전자 경매 ▲인터넷 서버의 보안 기능 ▲법적인 시점 확정 ▲인공위성의 위치정보 ▲내비게이션 등 다양한 분야에서 광범위하게 활용된다.

## 과학기술적 가치
- 광복 70주년 과학기술 대표성과 선정[2]
- 2020년 국가중요과학기술자료 등록[3]